# Jardins de Miramar
Els jardins de Miramar són a la muntanya de Montjuïc, al districte de Sants-Montjuïc de Barcelona. Es van construir entre 1919 i 1923, amb motiu de l'Exposició Internacional de Barcelona de 1929, i són obra de Jean Claude Nicolas Forestier i Nicolau Maria Rubió i Tudurí.

## Història
La iniciativa d'enjardinar la muntanya de Montjuïc va sorgir a finals del segle xix. El 1894 es va elaborar un projecte a càrrec de Josep Amargós, que finalment no es va dur a terme. El 1905, un altre projecte preveia la retirada de la distinció de plaça militar i la creació d'un parc amb jardins, però no es va aprovar. El 1914 es va fer la primera actuació efectiva, amb l'obertura d'una avinguda que conduïa des de la Gran Via fins a la zona de Miramar, a càrrec, novament, de Josep Amargós. L'impuls definitiu es va produir amb la celebració de l'Exposició Internacional de 1929. El 1917 van començar les obres d'urbanització al vessant nord de la muntanya, a càrrec de l'enginyer Marià Rubió i Bellver, mentre que el projecte d'enjardinament va ser dut a terme pel paisatgista francès Jean Claude Nicolas Forestier, que va comptar amb la col·laboració de Nicolau Maria Rubió i Tudurí, director de Parcs i jardins de Barcelona entre 1917 i 1937, que va realitzar un conjunt de marcat caràcter mediterrani i gust classicista. Les obres es van allargar fins al 1924 i van consistir, principalment, en la construcció dels jardins de Laribal, els de l'Umbracle i els de el Teatre Grec, d'estil hispanoàrab, així com els jardins de Miramar al vessant que dona al mar, a la part alta de la muntanya.

## Descripció

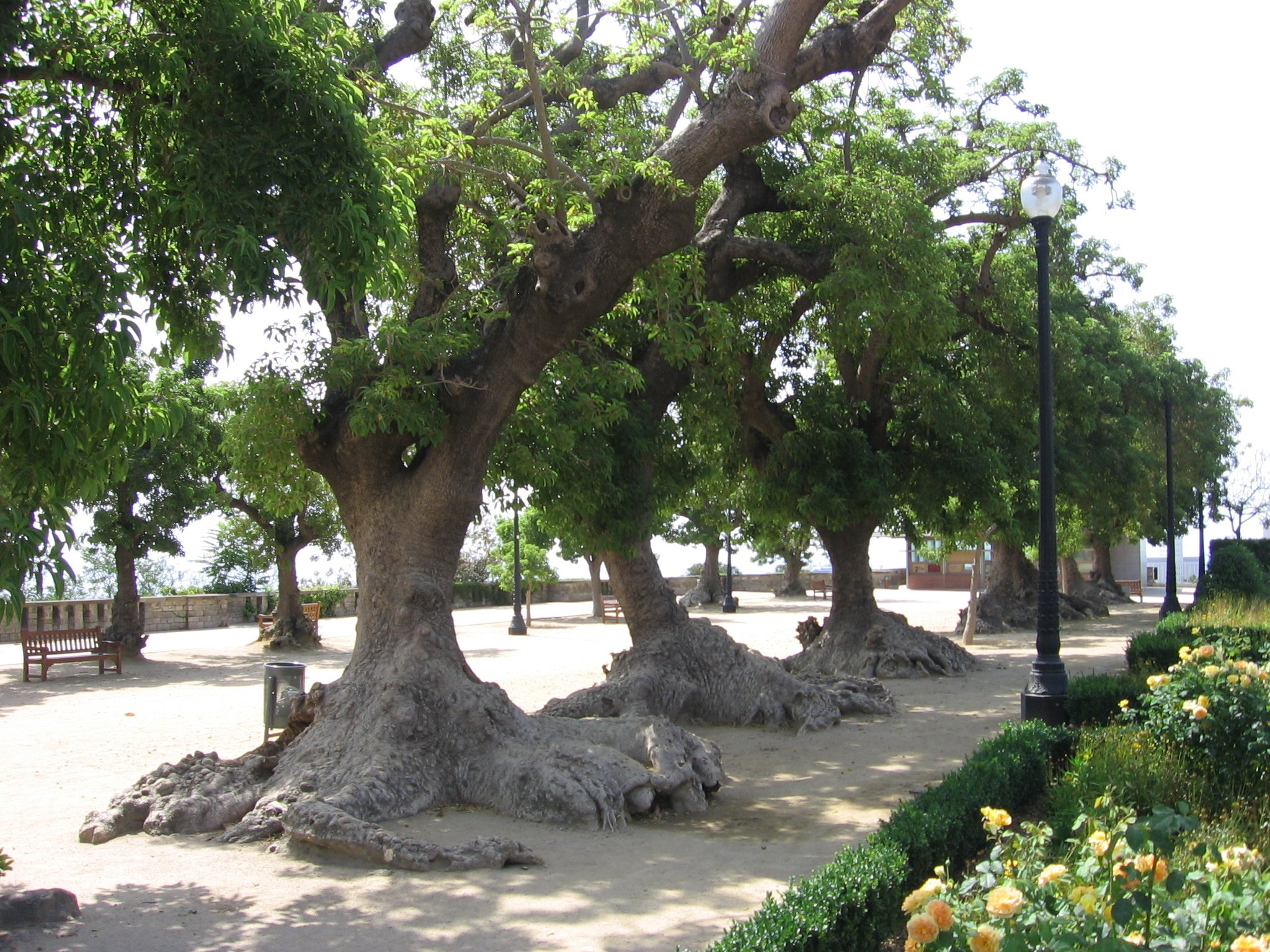
Els bellaombres, un dels elements més característics dels jardins de Miramar

Els jardins se situen en una esplanada del Mirador de Miramar, una balconada a 60 m d'alçada des d'on s'observen unes magnífiques vistes panoràmiques de la ciutat i el Port de Barcelona. Després d'aquest espai se situa l'Hotel Miramar, un edifici construït com a restaurant de l'Exposició Internacional de 1929 i que entre 1959 i 1983 va ser la seu de Televisió Espanyola a Catalunya. El 2006 va ser reconvertit en hotel. El jardí està format per diversos parterres de flors, vorejats de tanques baixes, així com arbres de diferents espècies. A la part central hi ha una font, i decoren aquest espai tres escultures de figures femenines: Fertilitat (1929) i Serenitat (1929), de Josep Clarà, i La veremadora (o Pomona, 1927), de Pau Gargallo.

## Vegetació
Entre les diverses espècies vegetals del jardí destaquen el bellaombra (Phytolacca dioica), el presseguer (Prunus persica), la dombeia blanca (Dombeya tiliacea), el mirabolà (Prunus cerasifera), l'alvocat (Persea americana), les trompetes (Brugmansia arborea), el baladre groc (Thevetia peruviana), l'aloc (Vitex agnus-castus), l'arbre del paradís (Elaeagnus angustifolia), el pi australià (Casuarina cunninghamiana), etc.

## Galeria

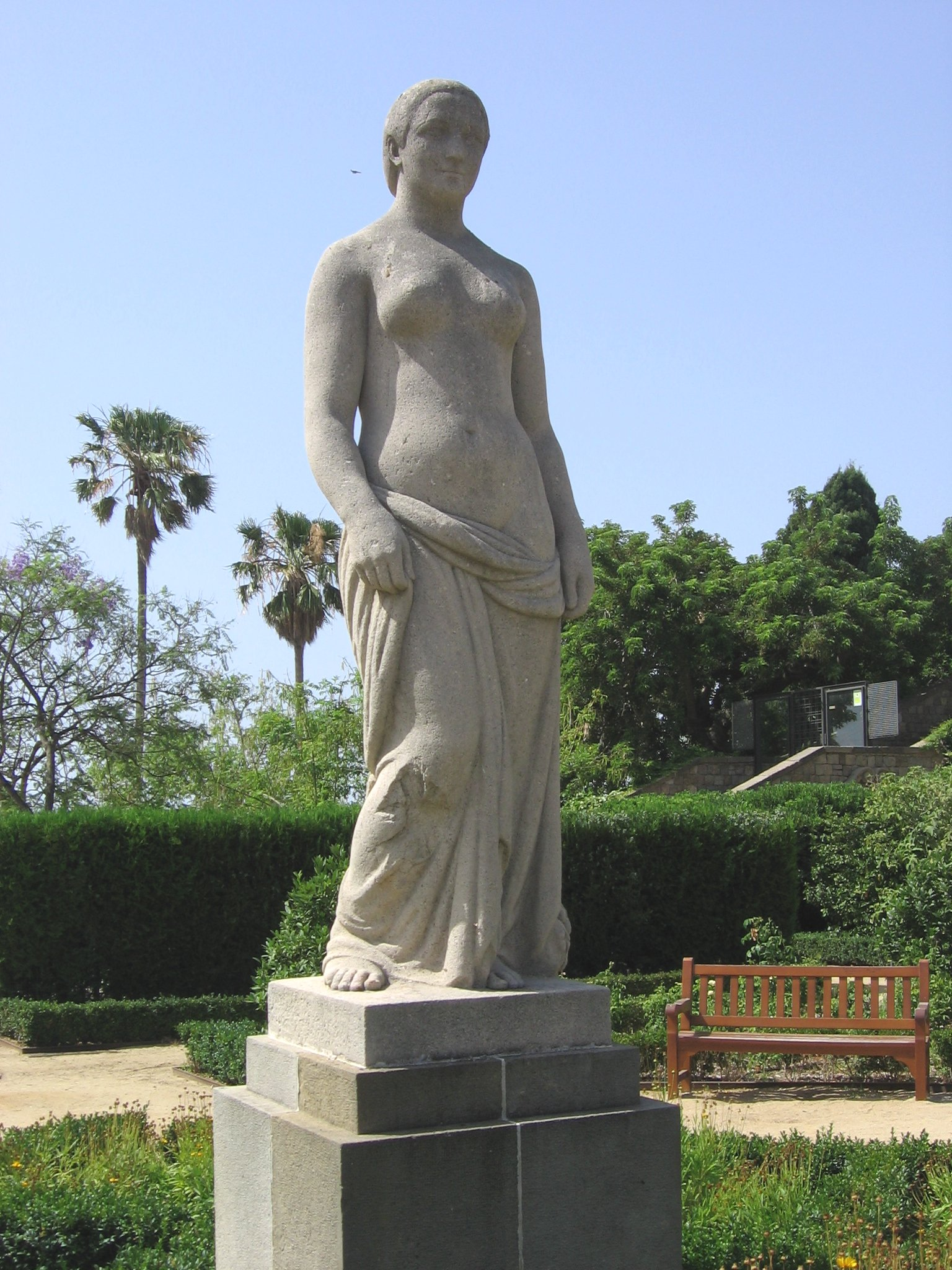
Fertilitat, de Josep Clarà.
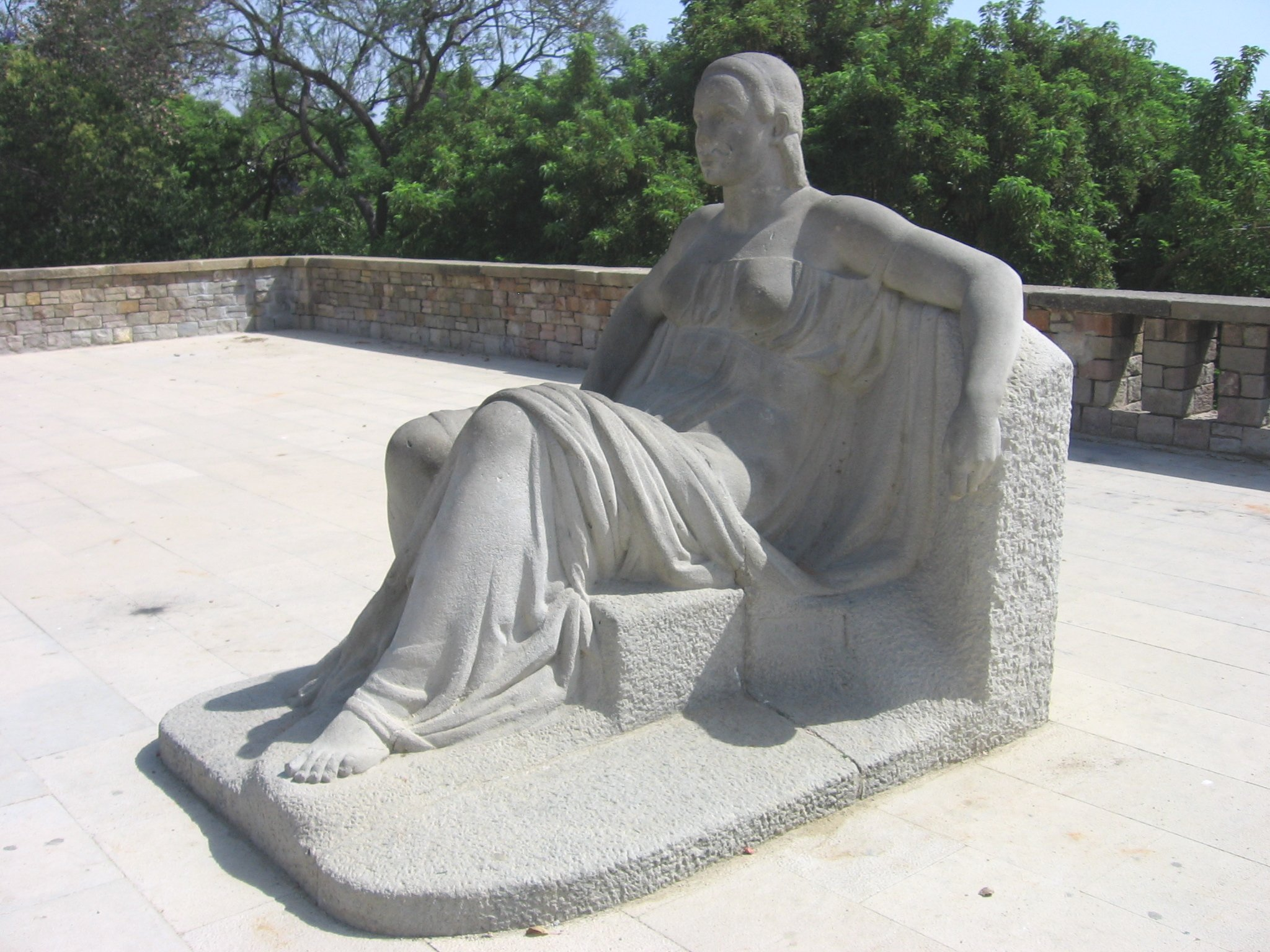
Serenitat, de Josep Clarà.
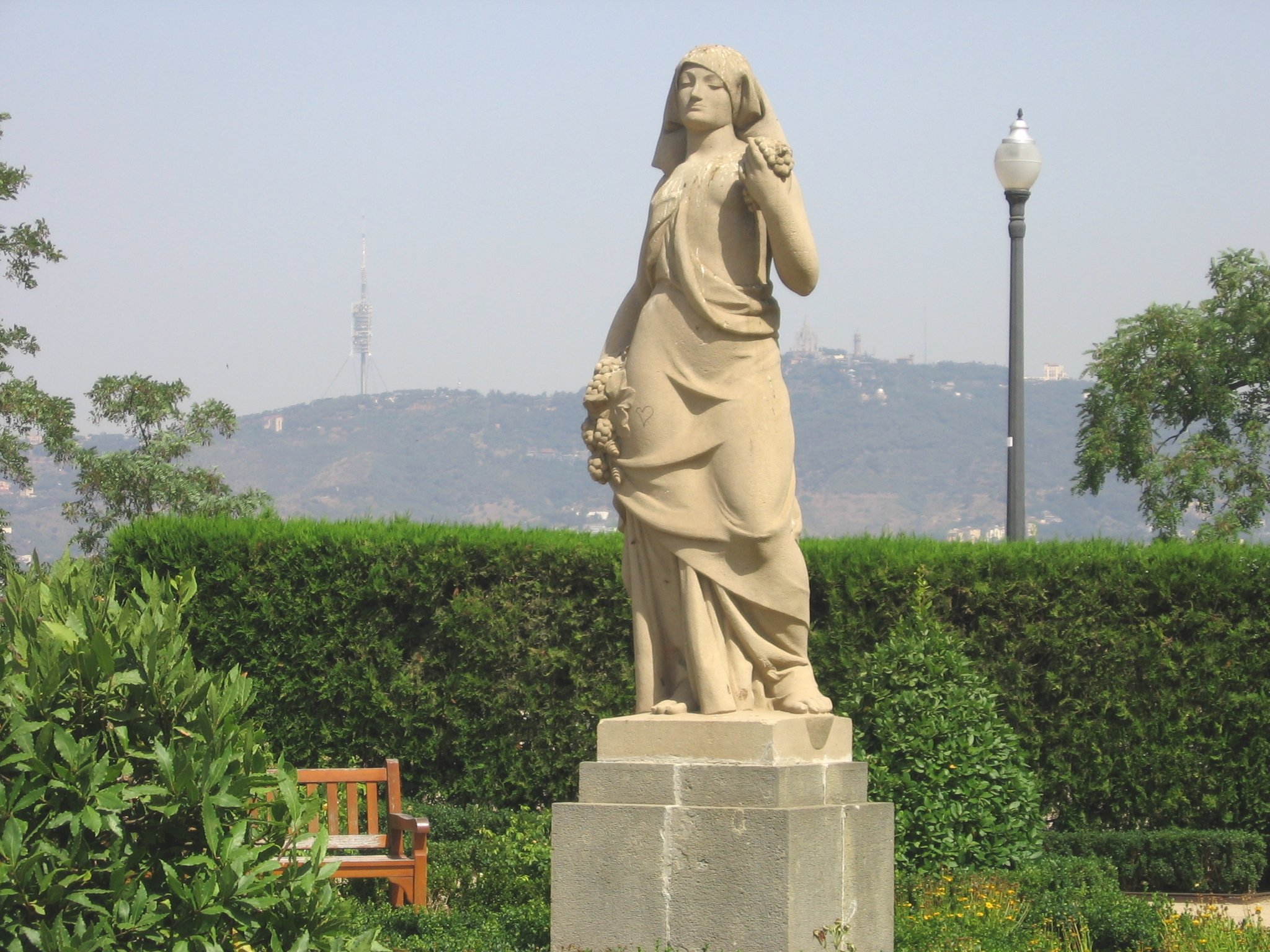
La veremadora, de Pau Gargallo.